# José María Avrial y Flores
José María Avrial y Flores (Madrid, 26 de febrero de 1807- Madrid, 28 de diciembre de 1891) fue un pintor y escenógrafo español. Inició su formación artística en la Real Academia de Bellas Artes de San Fernando de Madrid, donde fue discípulo de José de Madrazo y Fernando Brambilla. 
Fue director de la Escuela Especial de Nobles Artes de Segovia y miembro de la Real Academia de Bellas Artes de San Fernando de Madrid y de la de San Carlos de Valencia. 
En su faceta de pintor cultivó principalmente el paisaje, como ilustrador gráfico fue un asiduo colaborador de diferentes publicaciones de su época, como el Semanario Pintoresco Español y publicó el libro Segovia pintoresca. También realizó numerosos dibujos de edificios de interés artístico, como la serie sobre construcciones de Asturias fechada en 1847.
Otra de sus facetas fue la creación de escenografías para diferentes solemnidades y actividades festivas.

## Biografía
Nació en Madrid el 26 de febrero de 1807. A la edad de doce años se matriculó por primera vez en los estudios de la Real Academia de San Fernando, obteniendo el pase a los estudios superiores a los dos años de asistencia a las clases. En 1832 obtuvo el único premio concedido a la perspectiva en el concurso general abierto por la citada academia. Tuvo como profesores a José de Madrazo y Fernando Brambilla, el primero le encomendó la litografía de los cuadros del Real Museo, y el segundo pintar vistas de los sitios reales. La Real Academia de San Fernando le nombró individuo de mérito el 9 de julio de 1837, distinción que también le concedió la Academia de San Carlos de Valencia un año más tarde, gracias a los dibujos que remitió a la academia y a un cuadro que representa a la Costanilla de San Andrés de Madrid. En 1837 ganó por oposición la plaza de director y maestro principal de la Escuela de Bellas Artes de Segovia, donde promovió y creó las clases de adorno y perspectiva, de las que la institución carecía.

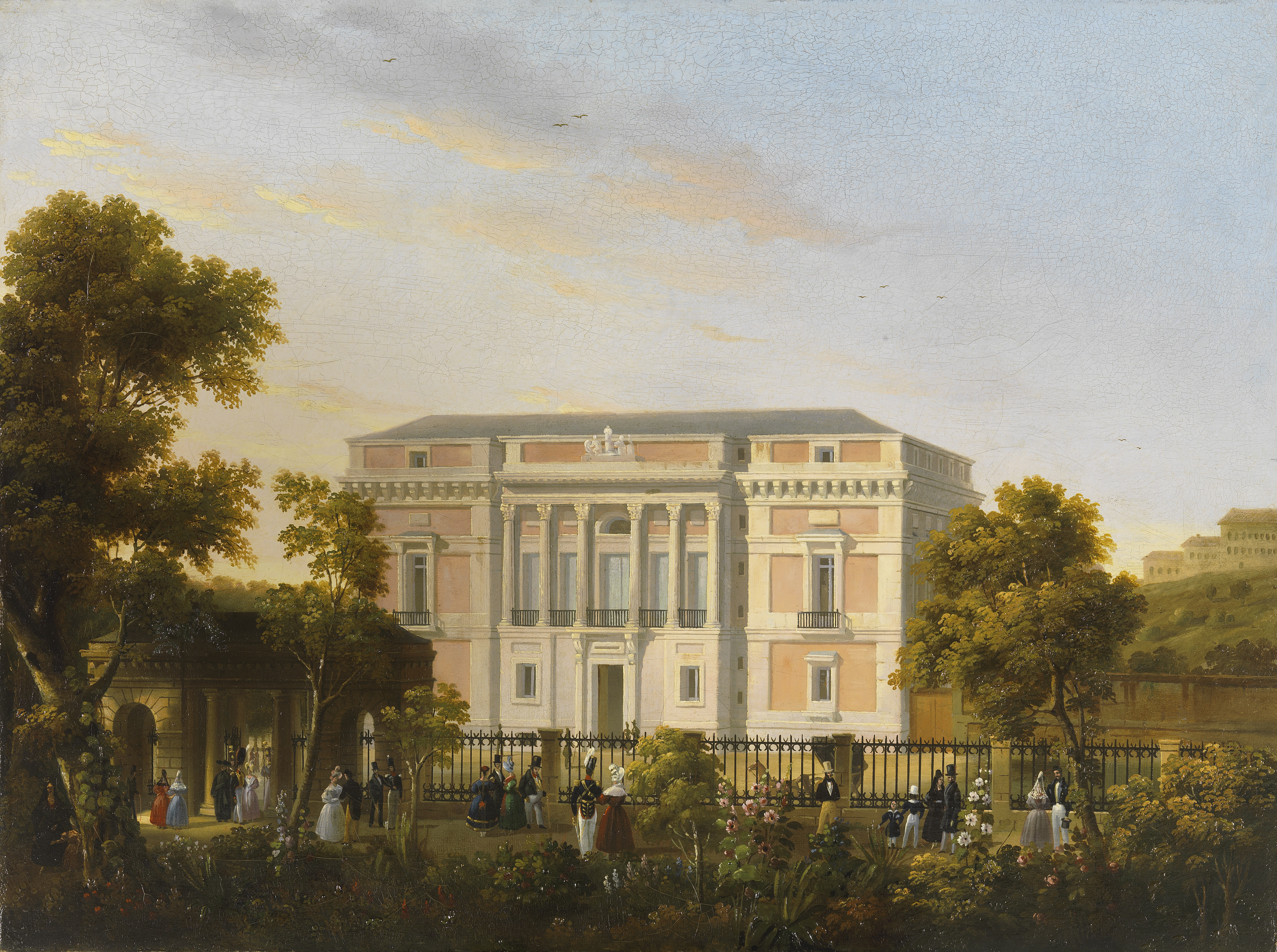
Vista de la fachada sur del Museo del Prado desde el interior del Jardín Botánico, c.1835, Museo del Prado, Madrid.

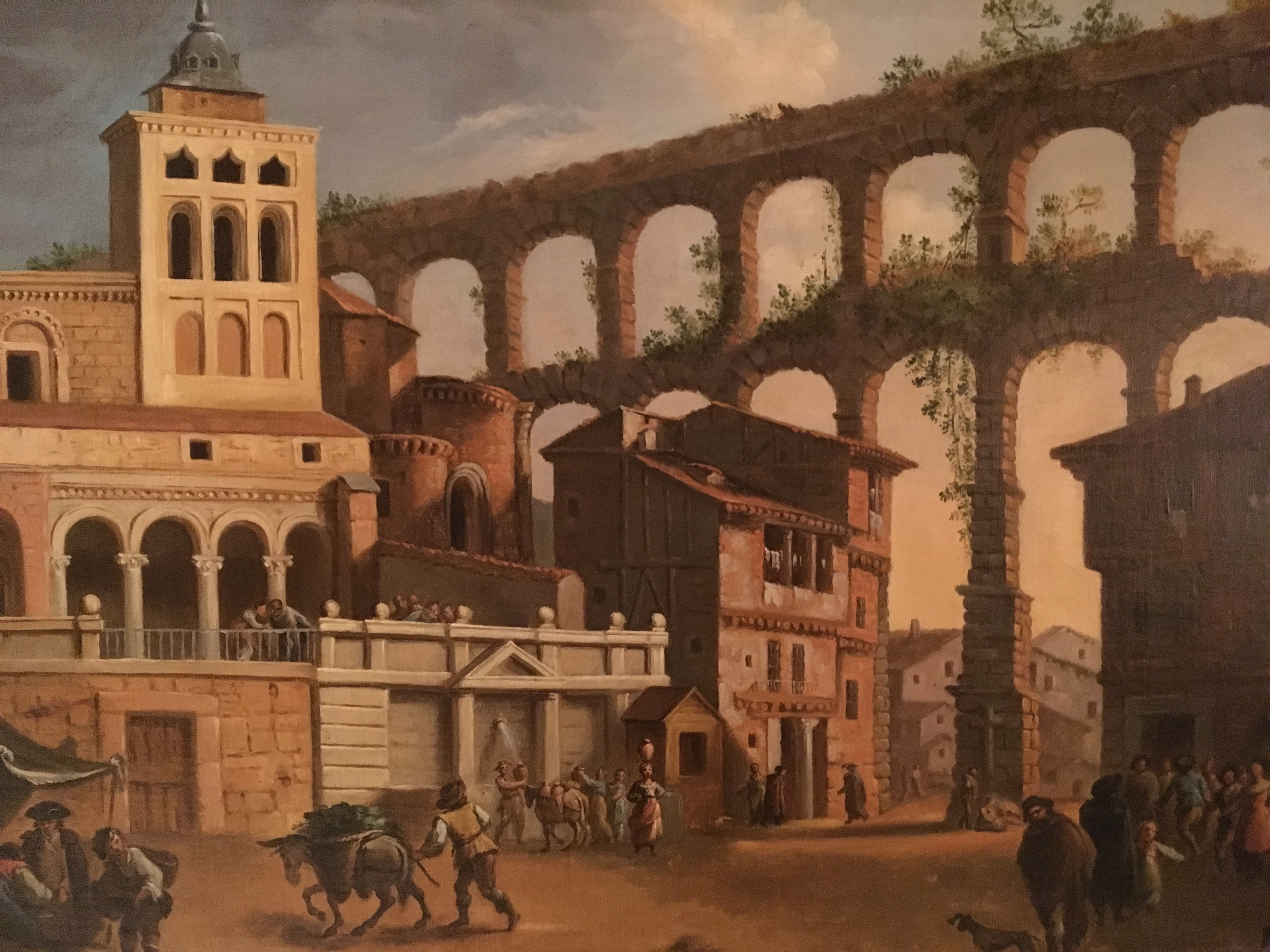
Vista de la plaza del Azoguejo y Santa Columba, 1850, Museo de Segovia.

En 1839 remitió desde Segovia a la Academia de San Fernando una colección de las antigüedades de Segovia dibujadas al natural, en la que estaban comprendidas copias exactas en conjunto y detalles de los magníficos salones del Alcázar de Segovia incendiado el 6 de marzo de 1862, únicos dibujos que quedaron del monumento y utilizados posteriormente en su reconstrucción. Volvió a Madrid en 1840 y se dedicó a trabajos de escenografía así como a obras de perspectiva. Fue nombrado individuo de la Sociedad numismática matritense y académico de número de la Academia Arqueológica y Geográfica del Príncipe Alfonso.

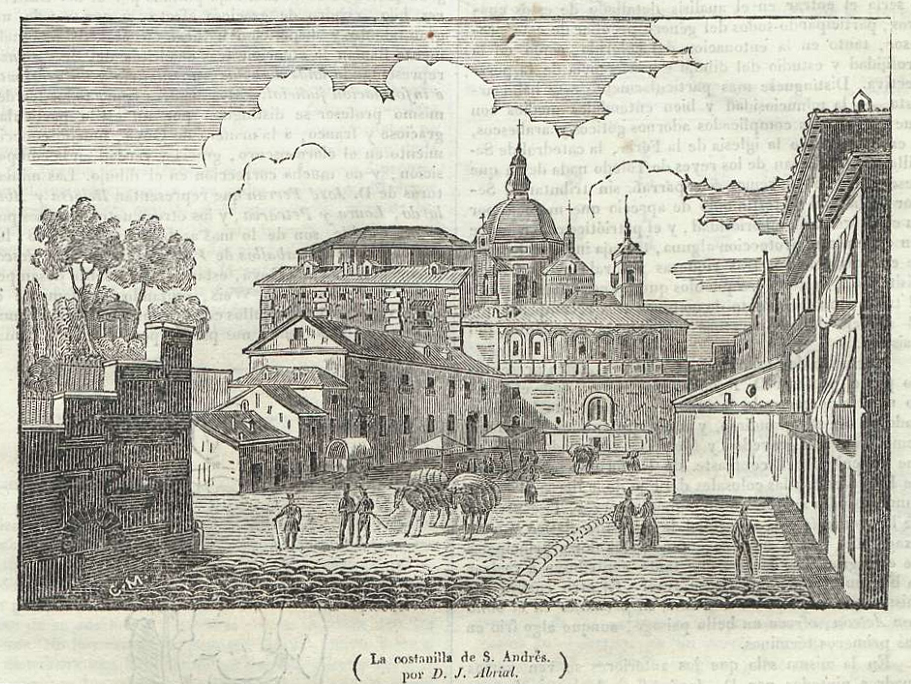
La costanilla de San Andrés, Madrid, dibujo publicado en 1836 en Semanario Pintoresco Español.

En 1853 se presentó a oposición para optar a la plaza de profesor de estudios superiores de la Escuela de Bellas Artes de Cádiz, con destino a la enseñanza de dibujo y pintura de paisaje y perspectiva. La academia de Cádiz le nombró individuo de número y secretario de la sección de pintura. También escribió, a instancias del presidente de la academia de Cádiz, una reseña histórica de historia del arte, cuya reseña fue objeto de tres discursos, que fueron leídos en las juntas públicas de la academia en 1854, 1855 y 1856. Por esta época se presentó al concurso publicado por la ciudad de Cádiz para el proyecto de un monumento que se debía erigir a la memoria de Domingo de Silos Moreno, exobispo de Cádiz. Su trabajo fue aprobado en primera instancia, pero no llegó a ejecutarse por falta de fondos. Aun así recibió el premio de 2000 reales.
Por Real Orden de 7 de octubre de 1857 fue trasladado desde la Escuela de Cádiz a la Escuela Superior de pintura y escultura de la corte, destinándole a la enseñanza del adorno, el 15 de octubre fue honrado por la reina con el cargo de secretario de la Escuela y Junta de Profesores. En 1865 fue comisionado por la Real Academia de Arqueología y Geografía del Príncipe Alfonso para escribir una memoria didáctica sobre la arqueología de la arquitectura nacional, que fue ilustrada con dibujos del propio Avrial.
Avrial escribió artículos descriptivos en el Semanario Pintoresco Español, así como litografías y dibujos para grabar en publicaciones como Anales de la Inquisición, Monumentos arquitectónicos de España, Historia de Madrid, Semanario Pintoresco, El Liceo, Diccionario geográfico-estadístico-histórico de España y sus posesiones de Ultramar de Pascual Madoz, Siglo Pintoresco, Museo de las Familias, Viajes a la Polinesia de Francisco Michelena y Rojas, El Artista, Fray Gerundio y el estudiante, entre otras.